# Bernard Mabille (philosophe)
Pour les articles homonymes, voir Bernard Mabille et Mabille.
 (février 2016).
Si vous disposez d'ouvrages ou d'articles de référence ou si vous connaissez des sites web de qualité traitant du thème abordé ici, merci de compléter l'article en donnant les références utiles à sa vérifiabilité et en les liant à la section « Notes et références ».
Bernard Mabille est un historien de la philosophie français, né le 3 juillet 1959 à Sainte-Adresse et mort le 1er septembre 2014 à Poitiers. 

## Biographie et carrière
Il a été professeur de philosophie à l'Université de Poitiers. Ses travaux portent sur l'histoire de la métaphysique, sur la philosophie allemande de Leibniz à Heidegger, et plus particulièrement sur Hegel et l'idéalisme allemand.
Après avoir été reçu à l'agrégation en 1983, il soutient sa thèse de doctorat sur la contingence chez Hegel en 1992 sous la direction de Jean-François Marquet. Longtemps maître de conférences à l'Université Paris IV-Sorbonne, il fut professeur à Rouen (2003) puis à Poitiers à partir de 2005.

## Bibliothèque personnelle de Bernard Mabille
La bibliothèque personnelle de philosophie de Bernard Mabille (2300 livres et revues) a été donnée à l'Université de Poitiers. Une partie des ouvrages est consultable à la Bibliothèque universitaire Michel Foucault (Poitiers), et l'autre est consultable sur demande au Département de philosophie (Poitiers). Un référencement détaillé de tous les ouvrages (parfois annotés) a été effectué, il est à la disposition des chercheurs sur le site de l’équipe d’accueil Métaphysique Allemande et Philosophie Pratique (MAPP, EA 2626).

## Publications
- La Science de la logique au miroir de l’identité, co-dir. Gilbert Gérard, Bibliothèque, Philosophique de Louvain, Peeters, 2014 (référence : http://www.uclouvain.be/cps/ucl/doc/isp/documents/La_science_de_la_logique_de_Hegel_progr.pdf)
- Hegel. L’épreuve de la contingence, Paris, Hermann, 2013, 384 p. (http://www.editions-hermann.fr/4013-hegel.html)
- Hegel au présent. Une relève de la métaphysique, co-dir. J.-F. Kervégan, Paris, Editions du CNRS, 2012. (http://www.cnrseditions.fr/religions/6637-hegel-au-present-sous-la-direction-de-jf-kervegan-et-b-mabille.html)
- Ce peu d’espace autour. Six essais sur la métaphysique et ses limites, (dir.) Editions de la Transparence, avril 2010. (http://sha.univ-poitiers.fr/servlet/com.univ.collaboratif.utils.LectureFichiergw?ID_FICHIER=1326272986881)
- Cheminer avec Hegel, Éditions de la Transparence, 2007. (http://sha.univ-poitiers.fr/servlet/com.univ.collaboratif.utils.LectureFichiergw?ID_FICHIER=1326272986861)
- Hegel, Heidegger et la métaphysique. Recherches pour une constitution, Paris, Vrin, 2004. (http://www.vrin.fr/book.php?code=9782711616626)
- Une pensée singulière. Mélanges offerts à Jean-François Marquet, Pascal David et Bernard Mabille (éd.), Paris, l’Harmattan, 2003.
- Hegel. L'épreuve de la contingence, Paris, Aubier, janvier 1999.